# Pokrywa śródmózgowia

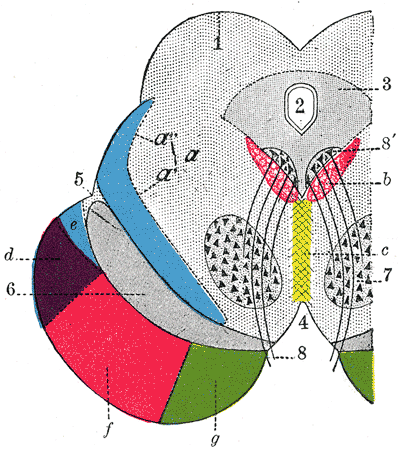
Poprzeczny przekrój przez śródmózgowie.

Pokrywa śródmózgowia (łac. tectum mesencephali) – w anatomii człowieka najbardziej grzbietowo położona część śródmózgowia. Składa się z czterech wzgórków opartych na blaszce pokrywy i trójkąta wstęgi. Każdy wzgórek łączy się za pomocą ramienia z odpowiednim ciałem kolankowatym. 
Wyróżnia się:
- wzgórki górne – leżą pod płatem ciała modzelowatego, a nad nimi jest położona szyszynka. Ramiona wzgórków górnych dochodzą do ciał kolankowatych bocznych. Z istoty szarej wzgórków wychodzi droga pokrywowo-rdzeniowa, która jest odpowiedzialna za wzrokowe i słuchowe odruchy obronne. Wzgórki górne stanowią więc podkorowy ośrodek wzroku.
- wzgórki dolne – są przykryte przez móżdżek. Ze szczeliny pomiędzy wzgórkami wychodzi ku dołowi wędzidełko zasłony rdzeniowej górnej. Bocznie od wędzidełka wychodzi z mózgowia nerw IV. Ramię wzgórka dolnego łączy się z ciałem kolankowatym przyśrodkowym. Jądro wzgórka dolnego, które przyjmuje większą część włókien wstęgi bocznej, jest podkorowym ośrodkiem słuchu.